# Ігбо (народ)
І́гбо (ібо) (ігбо Ndị Igbo)  — етнічна група, народ мовної підгрупи ква у Східній Нігерії (Західна Африка).
Великі етнічні групи ігбо також розташовані на території Камеруну, Габону та Екваторіальної Гвінеї, а також за межами Африки. Стосовно походження народу ігбо було багато дискусії, адже немає точних даних як ця етнічна група сформувалась. Географічно, територія ігбо поділена на дві частини річкою Ніл: східна (яка є більшою) та західна частини. Ігбо є однією з найбільших етнічних груп в Африці.
До періоду британського колоніального панування в 20 столітті ігбо були політично фрагментованою групою з низкою централізованих вождів, таких як Нрі, Конфедерація Аро, Агбор і Онитша. Після деколонізації у ігбо розвинулося сильне почуття етнічної ідентичності. Під час громадянської війни в Нігерії 1967—1970 років території ігбо відокремилися як недовговічна Республіка Біафра. Рух за актуалізацію суверенної держави Біафра та корінне населення Біафра, дві сектантські організації, утворені після 1999 року, продовжують ненасильницьку боротьбу за незалежну державу ігбо.

## Визначення та підгрупи
Ігбо як етнічна ідентичність виникла порівняно недавно, після деколонізації та громадянської війни в Нігерії. Різні спільноти, що розмовляють мовою ігбо, були історично роз'єднані та децентралізовані; на думку нігерійського письменника Чинуа Ачебе, ідентичність ігбо повинна бути десь між «племенем» і «нацією». Після поразки Республіки Біафра в 1970 році ігбо іноді класифікуються як «нація без держави»

## Територія проживання, чисельність, субетноси

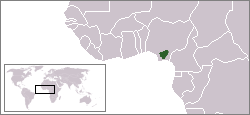
Іґболенд на мапі Західної Африки

Ігбо проживають в історичній області Іґболенд (англ. Igboland), розташованій на південному сході Нігерії, адміністративно це штати Анамбра, Імо, Бендел (частково).
Загальна чисельність ігбо — понад 17 млн осіб.
У ігбо дуже сильне субетнічне членування — фахівці нараховують від 40 до 220 субетнічних (племінних) груп, зокрема, — абаджа, ока, аро, іка, ікверрі, ісу, нґва, оніча. оверрі тощо.

## Історія і сучасність
Етногенез народу маловивчений. Різні теорії походження, серед яких чи не найчільніше місце посідає версія про єгипетське коріння ігбо. Першою відомою державою стала Нрі.
Ігбо націоналістично налаштовані — проявляють сепаратизм до нігерійської федерації, борючись за відокремлення від неї держави народу ігбо Біафра.

## Політична організація
У 1930-х роках у містах Лагос і Порт-Харкорт з'явилися об'єднання ігбо. Пізніше Федеральний союз Ібо (перейменований у Державний Союз Ібо в 1948 р.) виник як парасолькова пан-етнічна організація. Очолювана Ннамді Азіківе, вона була тісно пов'язана з Національною радою Нігерії та Камеруну, яку він заснував разом із Гербертом Маколеєм. Метою організації було вдосконалення (наприклад, в освіті) ігбо та їхніх корінних земель і включало «національний гімн» ігбо та план банку ігбо.
У 1978 році, після того як військовий режим Олусегуна Обасанджо зняв заборону на незалежну політичну діяльність, було створено організацію Ohanaeze Ndigbo — це була елітна парасолькова організація, що виступала від імені народу ігбо. Їхнім головним занепокоєнням були маргіналізація народу ігбо в політиці Нігерії та нехтування територією корінних народів ігбо в контексті соціальних зручностей та розвитку інфраструктури. Ще однією групою, яка протестувала проти усвідомленої маргіналізації народу ігбо, був Конгрес народів ігбо. Ще до 20-го століття в усьому світі існували численні об'єднання та організації ігбо, наприклад спілка ігбо в Батерсті (Гамбія) в 1842 році, заснована видатним торговцем ігбо і колишнім солдатом на ім'я Томас Рефелл. Іншим був союз, заснований громадою ігбо у Фрітауні (Сьєрра-Леоне) до 1860 року, активним членом якого був Африканус Хортон, хірург, вчений і солдат.
Через десятиліття після війни за незалежність у вересні 1999 року було засновано сепаратистську групу «Рух за актуалізацію суверенної держави Біафра» (MASSOB). Засновник Ральф Увазуріке, мав на меті створення незалежної держави ігбо. З моменту створення організації було кілька конфліктів між її членами та урядом Нігерії, що призвело до смерті членів. Після загальних виборів 2015 року в Нігерії група, відома як Корінне населення Біафри, стала найвідомішою групою для агітації за створення незалежного штату Біафра через радіостанцію під назвою Радіо Біафри. В 1949 році Фредеріком Чідозі Огбалу було засноване «Товариство сприяння мові та культурі ігбо» задля популяризації мови та культури ігбо, з тих пір воно створило стандартний діалект для ігбо.

## Культура та обряди ігбо
Культура ігбо включає різні звичаї, обряди та традиції людей. Вона містить архаїчні практики, а також нові концепції, додані в культуру ігбо або через еволюцію, або під зовнішнім впливом. Ці звичаї та традиції включають образотворче мистецтво народу ігбо, використання мови, музики та танцювальних форм, а також їхній одяг, кухню та діалекти. Через їх різноманітні підгрупи різноманітність культури ігбо ще більше посилюється.

### Мова і релігії
Ігбо розмовляють мовою ігбо підгрупи ква нігеро-конголезької групи конго-кордофанської мовної родини.
Найпоширенішими діалектами є оверрі та оніча (на базі останнього формується літнорма). Писемність — на латинській ґрафічній основі.
За релігійними уподобаннями ігбо — християни (протестанти і католики) та адепти традиційних вірувань.

### Одруження
Процес одруження зазвичай включає запит на згоду молодої жінки, знайомство жінки з сім'єю чоловіка і те саме для чоловіка з сім'єю жінки, перевірку характеру нареченої, перевірку родинного походження жінки та виплату статків нареченої. Як правило, багатство нареченої більш символічне. Тим не менш, горіхи кола, вино, кози та кури, серед іншого, також вказані в пропозиції. Переговори про багатство нареченої також можуть зайняти більше одного дня, даючи обом сторонам час для урочистого застілля. Інколи шлюби укладалися від народження шляхом переговорів двох сімей. Однак після серії інтерв'ю, проведених у 1990-х роках із 250 жінками-ігбо, було виявлено, що 94,4 % цієї вибіркової популяції не схвалювали шлюби за домовленістю.

### Поховання
Після смерті тіло видатного члена суспільства кладуть на табуретку в позі сидячи й одягають у найкращий одяг померлого. Жертвоприношення тварин можуть відбуватись. Поховання зазвичай відбувається протягом 24 годин після смерті людини. У 21 столітті голову родини зазвичай ховають у межах його будинку. Різні типи смертей вимагають різних типів поховань: це визначається віком, статтю та статусом людини в суспільстві. Дітей ховають так, щоб цього не було видно, їх поховання зазвичай відбуваються рано вранці та пізно ввечері. Просту людину без титулу ховають перед її будинком, а просту матір ховають у місці її походження: в садку чи на хуторі, що належали її батькові. У 21 столітті більшість ігбо ховають своїх мертвих за західним стилем, хоча також є часті випадки, коли поховання практикуються традиційними способами ігбо.

## Релігія ігбо
Традиційна релігія ігбо відома як Одинані. Верховне божество називається Чукву («великий дух»); Чукву створив світ і все в ньому, він пов'язаний з усіма речами на Землі. Ігбо вважають, що космос розділений на чотири складні частини: створення, відоме як Окіке; надприродні сили або божества, звані Алусі; Ммуо, які є духами; і Ува, що є світом.
Чукву є верховним божеством в Одинані, оскільки він є творцем, і люди ігбо вірять, що все походить від нього і що все на землі, небі та решті духовного світу знаходиться під його контролем. Лінгвістичні дослідження мови ігбо припускають, що ім'я Чукву є з'єднанням слів ігбо «Чі/Chi» (духовна істота) та «Укву/Ukwu» (великий за розміром). Кожна людина народжується з духовним провідником/ангелом-охоронцем «Чі», що є унікальним для кожної людини, доля якої визначається її Чі. Таким чином, ігбо кажуть, що брати і сестри можуть походити від однієї матері, але немає двох людей, які мають однакову Чі і, отже, усі люди мають різні долі. Алусі, також відомі як Арусі або Аруші (залежно від діалекту), є другорядними божествами, яким поклоняються в Одинані. Існує багато різних Алусі, кожен зі своїм призначенням. Коли певне божество більше не потрібне або стає занадто жорстоким, його відкидають.
Ігбо традиційно вірили в реінкарнацію. Вважається, що люди перевтілюються в сім'ї, частиною яких вони були за життя. Перед смертю родича кажуть, що родич, який скоро помре, іноді дає підказки про те, в кого вони перевтіляться в сім'ї. Вважається, що після народження дитини, саме дитя дає підказки про те, від кого вони перевтілилися. Це може бути через поведінку, фізичні особливості та висловлювання дитини. Провісник може допомогти визначити, від кого перевтілилася дитина. Якщо кажуть, що чоловік перевтілився в жінку, це вважається образою.

### Християнство
Народ ігбо вперше стикнувся з християнством під час європейської колонізації в 1857 році. Представники ігбо спочатку вагалися щодо прийняття християнства, оскільки вірили, що боги їхньої рідної релігії принесуть їм лихо. Однак кількість тих, хто прийняли християнство на землі ігбо поступово зростала, в основному завдяки роботі церковних агентів. Вони будували школи і зосередилися на тому, щоб переконати молодь прийняти християнські цінності. Народ ігбо сьогодні відомий як етнічна група, яка найбільше прийняла християнство в усій Африці.
На народ ігбо не вплинув ісламський джихад, що проводився в Нігерії в 19 столітті, але невелика меншість все-таки прийняла іслам у 20 столітті. Існує також невелика популяція євреїв-ігбо, деякі з яких просто ідентифікують себе як євреї, а інші навернулися до іудаїзму. Вони черпають натхнення з Олауда Еквіано, звільненого раба, який отримав християнську освіту, який зауважив у своїй автобіографії 1789 року про «сильну аналогію, яка… здається, переважає в манерах і звичаях моїх співвітчизників та євреїв, перш ніж вони досягли Земля Обіцяної, а особливо патріархи, коли вони ще були в тому пастирському стані, який описано в Бутті — аналогія, яка тільки сама по собі спонукала мене думати, що один народ виник із іншого». Спекуляції Еквіано викликали багато дискусій про походження ігбо.

## Господарство та суспільство
Основні традиційні заняття ігбо — ручне землеробство (ямс, маніок їстівний, кукурудза, овочі); заготівля деревини; збирання плодів хлібного та інших дерев. Розвинуте відходництво.
Ремесла — ткацтво, гончарство, плетіння тощо.
Зберігаються поділ на вікові класи, таємні союзи.
Централізованої влади в ігбо не було. Управління здійснювалося через родові групи.
У ігбо багатий фольклор — міфи, казки, прислів'я та приказки.
Серед культів найбільшу роль відігравали культ предків та віра в богів і духів.

## Внесок ігбо у світову культуру
У ігбо міцна інтелектуальна еліта. Відомий нігерійський письменник Чинуа Ачебе за національністю ігбо.